# Scotozous dormeri
Scotozous dormeri es una especie de murciélago de la familia Vespertilionidae.

## Distribución geográfica
Se encuentra en Bangladés, Bután, India y Pakistán.